# Bayerische Staatsmedaille für Verdienste um Gesundheit und Pflege
Die Bayerische Staatsmedaille für Verdienste um Gesundheit und Pflege ist eine Auszeichnung des Bayerischen Staatsministerium für Gesundheit und Pflege, die seit 2009 an Personen, Vereinigungen oder Kommunen verliehen wird, die sich um die Gesundheit verdient gemacht haben. Sie wird in der Regel pro Jahr höchstens 15-mal vergeben.
Die Medaille besteht aus Feinsilber und zeigt auf der Vorderseite das Große Bayerische Staatswappen und auf der Rückseite einen Baum. Sie wird begleitet mit einer Urkunde und einer Anstecknadel mit dem großen Staatswappen.
Die Bayerische Staatsmedaille für Verdienste um die Gesundheit löste die Bayerische Staatsmedaille für Verdienste um Umwelt und Gesundheit ab, die seit 2004 vergeben wurde. Mit der Ausgliederung des Bayerischen Staatsministeriums für Gesundheit und Pflege wurde auch die Staatsmedaille 2014 umbenannt.